# Juan Nicolás Gómez y Espeche
Juan Nicolás Gómez y Espeche fue un gobernador interino de la Provincia de Catamarca.
Era un serrano alteño, capitán de milicias del pueblo de Collagasta. Vivió en su estancia de Ancaján, hoy en territorio de la Provincia de Santiago del Estero. Sus padres fueron el capitán Juan Nicolás Gómez y Bulacia y María Mercedes Espeche, ambos miembros de las familias que constituyen el característico núcleo social de terratenientes serranos conocido como la “nobleza choyana”, que finalmente se consolidó en la localidad santiagueña de San Pedro de Choya.
Adhería al Partido Federal y fue impuesto como gobernador interino de Catamarca por Alejandro Heredia, gobernador de la Provincia de Tucumán, asumiendo el cargo el 14 de septiembre de 1835. Sin embargo, no resultó el gobernante títere que esperaba y Heredia decide deponerlo. Sin embargo, consciente de que no podrá invadir nuevamente la provincia, y el apoyo que Gómez concitaba entre sus paisanos, recurre al jefe de la Confederación Argentina, Juan Manuel de Rosas, quien ordena a Tomás Brizuela, Felipe Ibarra y Alejandro Heredia, gobernadores de las provincias de La Rioja, Santiago del Estero y Tucumán, actúen concertadamente para deponer al gobernador Gómez y Espeche. Así el 31 de diciembre de 1835 el general riojano Fernando Villafañe invade Catamarca, depone al gobernador Gómez el 2 de enero de 1836 y él mismo se hace designar gobernador por la legislatura provincial.